# Megarididae
Famille
Synonymes
- Cyrtaspis Stål, 1860[1]

Les Megarididae sont une famille d'insectes hétéroptères (punaises) de la région néotropicale, qui comprend un genre actuel, avec seize espèces, et un genre fossile.

## Description
Ces punaises sont petites (inférieures à 5 mm), ovoïdes et au corps convexe, avec un scutellum étendu, globuleux, et recouvrant l'abdomen et les ailes. Les marges antérieures de la tête et du pronotum, ainsi que les marges latérales de celui-ci sont carénées et légèrement réfléchies. Les antennes comptent quatre articles (cinq chez les Canopidae) avec de nombreuses soies, d'une longueur égale au diamètre des articles chez les femelles, et beaucoup plus longues chez les mâles. Les ailes antérieures mesurent environ le double de la longueur du corps, avec une adaptation spécifique au pliage. La membrane n'a pas de veines parallèles, ou seulement une unique veine principale. Les tarses sont bi-segmentés (tri-segmentés chez les Canopidae). Les femelles n'ont pas d'organe en forme de disque à la face ventrale de l'abdomen (présents chez les Lestoniidae),.

## Répartition
Cette famille est restreinte à la zone néotropicale, y compris pour l'espèce fossile trouvée dans de l'ambre de la République dominicaine. Certaines sont endémiques de régions restreintes, comme M. majusculus présente seulement à Cuba.

## Biologie
Il s'agit d'espèce phytophages, mais on connaît peu de leur biologie. Deux espèces ont été observées en train de se nourrir sur Eugenia (Myrtaceae).

## Systématique
Ces espèces ont été classées en 1928 à partir de Waldo Lee McAtee (d) (1883-1962) et John Russell Malloch (d) (1875-1963) dans un regroupement à part. Pour ces premiers auteurs, il s'agissait d'une sous-famille, les Megaridinae, au sein des Pentatomidae. McDonald les élèvent au rang de famille à part entière en 1979. Pour certains auteurs, la nature simplifiée de certaines structures propres serait l'indice d'une émergence primitive au sein des Pentatomoidea, mais des études plus tardives estiment qu'il peut s'agir de caractères dérivés perdus. Pour Jocélia Grazia (d) et al., les Megarididae seraient le groupe-frère des Plataspidae. Mais le fait que ces punaises sont rarement collectées a empêché jusqu'à ce jour une analyse basée sur de l'ADN. 
Au niveau supérieur, la famille des Megarididae appartient à la super-famille des Pentatomoidea, au sein de l'infra-ordre des Pentatomomorpha.
Au niveau inférieur, elle contient un unique genre actuel, Megaris, avec seize espèces décrites. Les descriptions se sont étalées de 1862 à 1979 (dont sept par McAtee & Malloch en 1928). Elle contient également un genre fossile avec une espèce, Minysporops dominicanus, trouvée dans de l'ambre de la République dominicaine, et datant du Burdigalien-Langhien (Miocène inférieur à moyen, entre -20 et −13 millions d'années), qui vivait dans un environnement similaire à la forêt tropicale humide actuelle. 

### Liste des genres
Selon BioLib (4 juillet 2022) :
- genre Megaris Stål, 1862
- genre †Minysporops Poinar & Heiss, 2013